# Regne de Sukhothai
El regne de Sukhothai va ser una antiga monarquia al centre-nord de Tailàndia. A principis del segle xiv, aquest regne controlava la major part de l'actual Tailàndia. Només les províncies orientals van romandre sota control khmer.:223
El regne de Sukhothai existí de manera independent des del 1238 fins a l'any 1438. L'antiga capital, a uns 12 quilòmetres de l'actual Sukhothai, a Tambon Mueang Kao, està en ruïnes (Parc Històric de Sukhothai) i ha estat designada com a Patrimoni de la Humanitat per la UNESCO. La història del regne de Sukhothai va tenir la seva importància fins i tot després de la revolució de 1932. Les investigacions i escrits sobre la història de Sukhothai són força abundants.

## Història

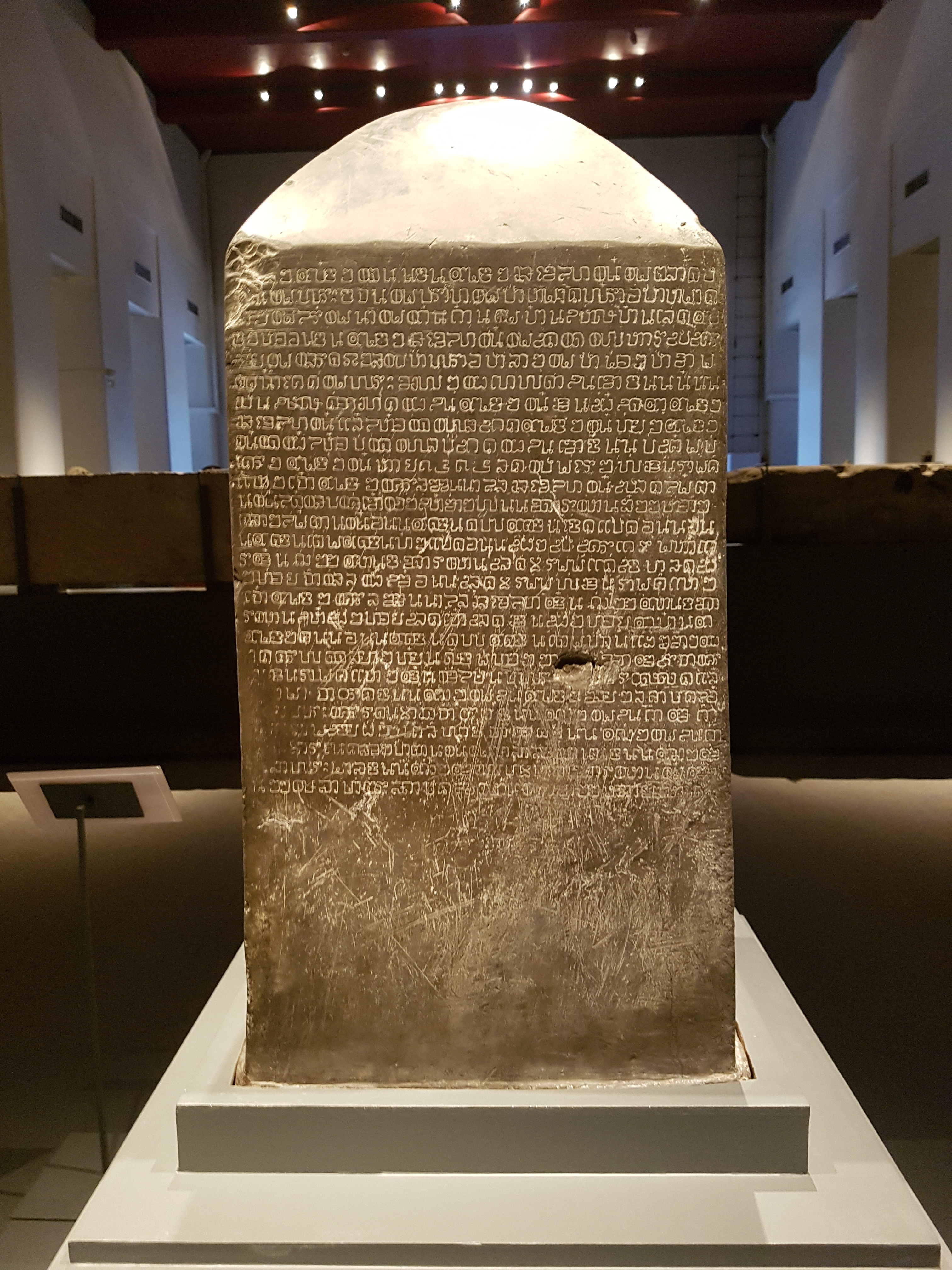
Silajaruek Pokhun Ramkhamhaeng (Pedra del rei Ramkhamhaeng), Museu Nacional de Bangkok

Va ser fundat a mitjans del en 1238 quan un governant local tai va acabdillar una revolta en contra del domini de l'Imperi Khmer. Inicialment, va existir només com un petit poder regional fins al seu tercer governador, Ramkhamhaeng, que va heretar el regne cap el 1279 i va estendre el seu poder cap al sud, a la península de Malaca, cap a l'oest a l'interior del que actualment és Birmània, i al nord-est en el territori de l'actual Laos. Quan va morir Ramkhamhaeng, l'any 1298, el regne va començar a perdre poder. El 1349, els exèrcits del regne d'Ayutthaya van envair Sukhothai i van posar el territori sota el seu control, havent de pagar-ne tributs.:222 El 1378, el rei Luethai va fer un pas més incorporant-lo com ha estat vassall.:29–30
Quan Mahathammaracha IV va morir el 1438, el rei Borommaracha II d'Ayutthaya va situar el seu fill Ramesuan (el futur rei Borommatrailokanat d'Ayutthaya) com a vicerei de Sukhothai, presumptament acompanyat de personal administratiu d'Ayutthaya i una guarnició militar, i representa el final de Sukhothai com un regne independent.
Després de la batalla del riu Sittaung, el 1583, el rei Naresuan de Phitsanulok (i príncep hereu d'Ayutthaya) va traslladar de manera forçosa a persones de les ciutats de Phitsanulok, Sukhothai, Phichai, Sawankhalok (Si Satchanalai), Kamphaeng Phet, Phichit i Prabang al sud de la plana central, [8] a causa de la guerra amb els birmans i per un terratrèmol.